# Nguyễn Hữu Tín
Nguyễn Hữu Tín (sinh ngày 8 tháng 10 năm 1957), quê quán xã Bình Lãng, huyện Tân Trụ, tỉnh Long An; trình độ học vấn Thạc sĩ Kinh tế, Cao cấp Lý luận chính trị. Ông nguyên là Ủy viên Ban Thường vụ Thành ủy Thành phố Hồ Chí Minh, Phó Chủ tịch Ủy ban nhân dân Thành phố Hồ Chí Minh, Đại biểu HĐND Thành phố Hồ Chí Minh khóa VII, Bí thư Quận ủy Quận 5, Giám đốc Sở Kế hoạch và Đầu tư Thành phố Hồ Chí Minh.
Năm 2018, Nguyễn Hữu Tín bị khởi tố do liên quan đến Phan Văn Anh Vũ.
Năm 2020, ông bị Ban Bí thư kỷ luật khai trừ khỏi Đảng.

## Tiểu sử
- Từ năm 1975 đến năm 1980, Nguyễn Hữu Tín là sinh viên Trường Đại học Tổng hợp thành phố Hồ Chí Minh;
- Từ tháng 3 năm 1981 đến tháng 9 năm 1987 Nguyễn Hữu Tín là Cán bộ Trung đoàn 770, Trợ lý Tổ chức động viên Bộ Chỉ huy Quân sự thành phố. Ông được kết nạp vào Đảng Cộng sản Việt Nam ngày 16 tháng 9 năm 1983;
- Từ tháng 10 năm 1987 đến tháng 4 năm 1995 Nguyễn Hữu Tín chuyển ngành về làm cán bộ rồi được bổ nhiệm làm Trưởng phòng Tổng hợp Ủy ban Kế hoạch thành phố;
- Từ tháng 5 năm 1995 đến tháng 9 năm 2001, ông là Phó Chủ nhiệm Ủy ban Kế hoạch thành phố, Phó Bí thư Đảng ủy, Phó Giám đốc Thường trực Sở Kế hoạch và Đầu tư thành phố;
- Từ tháng 10 năm 2001 đến tháng 4 năm 2004, ông là Thành ủy viên, Ủy viên Ủy ban nhân dân thành phố, Bí thư Đảng ủy, Giám đốc Sở Kế hoạch và Đầu tư thành phố;
- Từ tháng 5 năm 2004 đến tháng 12 năm 2008, Nguyễn Hữu Tín là Thành ủy viên, Phó Chủ tịch Ủy ban nhân dân thành phố;
- Từ tháng 01 năm 2009 đến tháng 10 năm 2009, ông tiếp tục là Thành ủy viên, Bí thư quận ủy quận 5;
- Từ tháng 11 năm 2009 đến 12/07/2011 Nguyễn Hữu Tín là Ủy viên Ban Thường vụ Thành ủy, Bí thư quận ủy quận 5.
- 12/07/2011 - 11/12/2015: Ủy viên Ban Thường vụ Thành ủy, Phó Chủ tịch Ủy ban Nhân dân Thành phố Hồ Chí Minh
- 2012 - 2016: Thành viên Ban Chỉ đạo Nhà nước về điều tra cơ bản tài nguyên – môi trường biển.
- 2018: Nguyễn Hữu Tín bị khởi tố
- 2020: Nguyễn Hữu Tín bị khai trừ khỏi Đảng

## Bị khởi tố
Ngày 18/9/2018, liên quan đến Phan Văn Anh Vũ tại TP Hồ Chí Minh, Cơ quan Cảnh sát điều tra Bộ Công an ra các quyết định khởi tố bị can, áp dụng lệnh cấm đi khỏi nơi cư trú và lệnh khám xét chỗ ở, nơi làm việc đối với các bị can về hành vi "Vi phạm quy định về quản lý, sử dụng tài sản Nhà nước gây thất thoát, lãng phí", quy định tại Điều 219 Bộ luật Hình sự năm 2015 , đối với ông Nguyễn Hữu Tín.

### Tội phạm
Trong giai đoạn làm Phó chủ tịch UBND TP HCM nhiệm kỳ 2011 - 2015, ông Nguyễn Hữu Tín đã ký văn bản 571 vào ngày 14/8/2015, bán chỉ định không qua đấu thầu mặt bằng số 129 đường Pasteur (phường 6, quận 3) cho Công ty cổ phần xây dựng Bắc Nam 79 của Vũ "nhôm".
Trước đó, ngày 22/6/2011, UBND TP HCM có quyết định 3163 do ông Nguyễn Hữu Tín ký cho phép Công ty CP Xây dựng Bắc Nam 79 của Vũ "nhôm" sử dụng khu đất số 8 Nguyễn Trung Trực (quận 1) với thời hạn 50 năm, có hạn đến đến giữa năm 2061.
Một khu đất khác là khu đất số 15 đường Thi Sách, Q.1, diện tích hơn 2.300 m2 cũng rơi vào tay công ty CP Xây dựng Bắc Nam 79 của Vũ "nhôm" nhờ vào các văn bản của ông Đào Anh Kiệt – nguyên Giám đốc Sở Tài nguyên – Môi trường TP HCM và ông Nguyễn Hữu Tín ký khi đương chức.
Ngoài những sai phạm tại các khu đất giao cho Vũ nhôm, ông Nguyễn Hữu Tín còn có sai phạm tại khu "đất vàng" 6.000 m2 tại số 2 - 4 - 6 Hai Bà Trưng (phường Bến Nghé, quận 1).

### Kết án vụ khu đất số 15 đường Thi Sách
Sai phạm tại khu đất số 15 đường Thi Sách gây thiệt hại hơn 6,7 tỷ đồng hỗ trợ trái pháp luật cho công ty của Vũ "nhôm" và hơn 802 tỷ đồng giá trị quyền sử dụng đất. Do vi phạm này, ngày 31.12.2019 tòa tuyên phạt Nguyễn Hữu Tín 7 năm tù.